# 中易黑体
中易黑体（英語：SimHei），是由北京中易中标电子信息技术有限公司制作并持有版权的TrueType字体，使用黑体（无衬线体）作为其字体风格。中易黑体随着简体中文版Microsoft Windows和Microsoft Office一同发行，文件名SimHei.ttf，目前版本为5.03（Windows 8）。
中易黑体在Microsoft Windows和Microsoft Office简体中文环境下通常直接显示为“黑体”，该词实为其字体风格的总称，易引发歧义。
此字形同中易宋体的字形设计被指太琐碎，西文部分采用等宽字体，使得美感颇为降低。
除规定的字库外，中易黑体在Unicode私人使用区中另外加入了未加入Unicode的字符，目前共有22021个字符。